# Playboy TV
Playboy TV ist ein kostenpflichtiger Erotiksender nach dem gleichnamigen Magazin, dem Playboy. Zur Zielgruppe gehören überwiegend Männer. Er ist verfügbar in den Vereinigten Staaten, Schweden, Brasilien, Kanada, Japan, Mexiko, Neuseeland, Portugal, Griechenland, Spanien, Norwegen, Deutschland, Österreich, Frankreich und mehr.
Der Sender wird seit November 2011 von der luxemburgischen Erotikfirma Aylo betrieben. 

## Programm
Gesendet werden z. B. viele Produktionen, die auch als Kaufvideos des Playboy-Konzerns erhältlich sind.
Unter anderem werden auch die Playmates des Monats und das des Jahres vorgestellt.

### Sendungen in Deutschland (Auswahl)
- 7 Lives Exposed
- Adult Stars Close Up
- Foursome
- Naughty Amateur Home Video
- Sexcetera
- Sex Court
- Sexy Girls Next Door
- Sexy Urban Legends
- Totally Busted
- Tour Girls

## Empfang
Playboy TV ist über DVB-C im Rahmen der Programmbouquets von der Telekom Entertain sowohl in der SD- als in der HD-Variante zu empfangen, sowie in Österreich terrestrisch über SimpliTV. Er sendet nachts von 21:00 bis 05:30 Uhr.